# Dizy-le-Gros
Dizy-le-Gros is een gemeente in het Franse departement Aisne (regio Hauts-de-France) en telt 789 inwoners (2004). De plaats maakte deel uit van het arrondissement Laon, maar werd op 1 januari 2017 overgeheveld naar het arrondissement Vervins.

## Geografie
De oppervlakte van Dizy-le-Gros bedraagt 20,1 km², de bevolkingsdichtheid is 39,3 inwoners per km².
De onderstaande kaart toont de ligging van Dizy-le-Gros met de belangrijkste infrastructuur en aangrenzende gemeenten.

## Demografie
Onderstaande figuur toont het verloop van het inwonertal (bron: INSEE-tellingen).
Vanwege een beveiligingsprobleem met de MediaWiki Graph-software is het momenteel niet mogelijk deze grafiek weer te geven. Zodra de software is bijgewerkt zal de grafiek vanzelf weer zichtbaar worden.